# Jannik Herm
Jannik Herm (* 29. März 1991 in Karlsruhe) ist ein deutscher Eishockeyspieler, der seit Januar 2020 beim ECDC Memmingen unter Vertrag steht.

## Karriere
Als Jannik Herm im Vorschulalter war, zog er mit seiner Familie nach Tschechien, da seine Mutter Tschechin ist. Dort begann er seine Karriere als Eishockeyspieler in der Sportschule des HC Plzeň 1929, für den er bis 2010 im Nachwuchsbereich aktiv war. Anschließend erhielt der Angreifer für die Saison 2010/11 einen Vertrag bei den Bietigheim Steelers, für deren Profimannschaft aus der 2. Bundesliga er in insgesamt 50 Spielen vier Tore und drei Vorlagen erzielte.
Zur Saison 2011/12 wurde Herm von den Lausitzer Füchsen aus der 2. Bundesliga verpflichtet, ehe er im Sommer 2013 nach Deggendorf wechselte. Sein Debüt im Trikot des EHC Freiburg gab Herm am 17. Januar 2014 bei der Auswärtspartie des EHC in Weiden.

## Karrierestatistik
(Legende zur Spielerstatistik: Sp oder GP = absolvierte Spiele; T oder G = erzielte Tore; V oder A = erzielte Assists; Pkt oder Pts = erzielte Scorerpunkte; SM oder PIM = erhaltene Strafminuten; +/− = Plus/Minus-Bilanz; PP = erzielte Überzahltore; SH = erzielte Unterzahltore; GW = erzielte Siegtore; 1 Play-downs/Relegation; Kursiv: Statistik nicht vollständig)